# Hapoel Tel Aviv
L'Hapoel Tel Aviv è una società polisportiva di Tel Aviv, in Israele. Fondata nel 1923, comprende sezioni di vari sport, soprattutto il calcio e la pallacanestro.

## Squadre
- Hapoel Tel Aviv B.C., squadra di pallacanestro
- Hapoel Tel Aviv Football Club, squadra di calcio

## Palmares

### Hapoel Tel Aviv B.C.
- Campionato Israeliano: 5
- 1959-1960, 1960-1961, 1964-1965, 1965-1966, 1968-1969

- Coppa di Israele: 4

1961-1962, 1968-1969, 1983-1984, 1992-1993
- Liga Leumit: 3

1997-1998, 2001-2002, 2011-2012

### Hapoel Tel Aviv Football Club[1]
- Campionato israeliano: 11

1933-1934, 1939-1940, 1943-1944, 1956-1957, 1965-1966, 1968-1969, 1980-1981, 1985-1986, 1987-1988, 1999-2000, 2009-2010
- Coppa d'Israele: 15

1927-1928, 1933-1934, 1936-1937, 1937-1938, 1938-1939, 1960-1961, 1971-1972, 1982-1983, 1998-1999, 1999-2000, 2005-2006, 2006-2007, 2009-2010, 2010-2011, 2011-2012
- Coppa di Lega Israeliana: 1

2001-2002
- Supercoppa d'Israele: 5 (record)

1957, 1966, 1969, 1970, 1981
- Liga Leumit: 1

2017-2018
- AFC Champions League[2]: 1

1967